# محمد بن علي آل هيازع
محمد بن علي بن هيازع آل هيازع عالم كيمياء، وأكاديمي، وسياسي سعودي. يشغل منصب رئيس جامعة الفيصل الأهلية بالرياض، أول جامعة أهلية غير ربحية بالمملكة العربية السعودية. رئيس مجلس إدارة مدارس مسك، إحدى مبادرات مؤسسة الأمير محمد بن سلمان الخيرية «مسك الخيرية». عضو في أول مجلس لشؤون الجامعات بالمملكة، وعضو مجلس أمناء جامعة الملك عبد الله للعلوم والتقنية، وعضو مجلس إدارة هيئة تقويم التعليم والتدريب. عززت مبادراته فرص التعلم التجريبي، وتأمين التمويل للبحوث والمشاريع ذات الرؤية، وساعدت جامعة الفيصل في الحصول على مكانة بارزة في التصنيف العالمي للجامعات – حيث كانت واحدة من أفضل 800 جامعة عام (2017) وقفزت لتصبح واحدة من أفضل 300 جامعة حول العالم عام (2020) وفقا لتصنيف تايمز للتعليم العالي. كما حصلت جامعة الفيصل على المرتبة الأولى محلياً، وعربياً، والـ 31 عالمياً، وفق الترتيب العالمي لأفضل 200 جامعة لا يزيد عمرها الزمني عن 50 سنة في العالم لعام (2020) في تصنيف تايمز للتعليم العالي. حاصل على درجة الدكتوراه في الكيمياء العضوية من جامعة بوسطن بالولايات المتحدة الأمريكية. وهو وزير الصحة السعودي السابق من 8 ديسمبر 2014 إلى 29 يناير 2015، وعضو مجلس الشورى السعودي سابقاًمن 14 فبراير 2015 إلى 2 ديسمبر 2016. عمل مديراً لجامعة جازان من الفترة 14/11/1428 إلى 16/2/1436 هـ، ويعتبر أول مدير لجامعة جازان بعد استقلالها. عند تكليفه مديراً لجامعة جازان كانت تحتوي على ثلاث كليات يدرس فيه 3000 طالب وطالبة. تحت قيادته توسعت الجامعة إلى 40 كلية بمختلف التخصصات، وأصبحت تضم قرابة 70,000 طالب وطالبة. شهدت الجامعة خلال إدارته إنجازات كمية ونوعية غير مسبوقة، حيث اعتبرت جامعة جازان أفضل جامعة سعودية ناشئة، وأول جامعة سعودية ناشئة تحضى بعضوية الاتحاد العالمي للجامعات . بعد نجاحه الباهر بجامعة جازان لقب الدكتور محمد آل هيازع بالكيميائي الساحر. قبل تكليفه بإدارة جامعة جازن، كان يشغل منصب وكيل جامعة الملك خالد للدراسات العليا والبحث العلمي من (26/5/1423هـ إلى 13/11/1428هـ).

## المؤهلات العلمية
- دكتوراه في الكيمياء العضوية - 1992 م جامعة بوسطن - الولايات المتحدة الأمريكية.
- ماجستير في الكيمياء - 1988 م جامعة بوسطن - الولايات المتحدة الأمريكية.
- بكالوريوس كيمياء - 1401 هـ جامعة الملك سعود - المملكة العربية السعودية.

## عنوان رسالة الدكتوراه
الأكسدة غير المتناظرة للأولفينات باستعمال رابع أكسيد الأوزميم لتحضير مركبات ثنائي الهيدروكسيل النشطة.

## الحياة العلمية
- عضو مجلس إدارة هيئة تقويم التعليم والتدريب (11 يناير 2021 - حتى الآن).[5]
- عضو مجلس شؤون الجامعات (13 فبرابر 2020 - حتى الآن).
- رئيس مجلس إدارة مدارس مسك من (20 يونيو 2019 - حتى الآن).
- عضو مجلس أمناء جامعة الملك عبد الله للعلوم والتقنية من 20 مارس 2018 - حتى الآن.
- رئيس جامعة الفيصل من 1 مارس 2015 حتى الآن.[13]
- عضو مجلس الشورى اعتباراً من 2015/2/14م إلى 2016/12/2م.
- وزير الصحة بالمملكة العربية السعودية، 16 صفر 1436هـ الموافق 8 ديسمبر2014م إلى 9 ربيع الثاني 1436هـ الموافق 29 يناير 2015.
- مدير جامعة جازان (من 14/11/1428هـ إلى 16 صفر 1436هـ).
- وكيل جامعة الملك خالد للدراسات العليا والبحث العلمي من (26/5/1423هـ إلى 13/11/1428هـ).
- الأمين العام لجائزة أبها للتعليم العالي حتى 13/11/1428هـ.
- وكيل جامعة الملك خالد بالنيابة (إضافة إلى عمله) من (3/3/1426هـ إلى 26/8/1426هـ).
- أستاذ بقسم الكيمياء - كلية العلوم بجامعة الملك خالد من 24/2/1424هـ
- وكيل جامعة الملك خالد بالنيابة (إضافة إلى عمله) من (26/5/1423هـ إلى 24/8/1423هـ).
- عميد مكلف لكلية الهندسة بجامعة الملك خالد من (16/3/1421هـ إلى 1/6/1423ه)
- عميد مكلف لكلية الحاسب الآلي بجامعة الملك خالد من (16/3/1421هـ إلى 1/6/1423هـ).
- عميداً لكلية العلوم بجامعة الملك خالد من (27/5/1420هـ إلى 1/6/1423هـ).
- أستاذ مشارك - قسم الكيمياء - كلية العلوم - جامعة الملك خالد من 29/6/1419هـ.
- عميداً لكلية التربية / فرع جامعة الملك سعود بأبها من (5/6/1417هـ إلى 26/5/1420هـ).
- وكيلاً لكلية التربية / فرع جامعة الملك سعود بأبها من (23/9/1415 هـ إلى 4/6/1417هـ).
- أستاذ مساعد - جامعة الملك سعود - الرياض من 1/2/1414هـ
- أستاذ مساعـد - قسـم الكيمياء - فرع جامعة الملك سعود بأبها من 14/1/1413هـ.
- مدرس مساعد بقسم الكيمياء - جامعة بوسطن بالولايات المتحدة الأمريكية من (سبتمبر 1988م إلى مايو 1992 م).
- معيد قسم الكيمياء / فرع جامعة الملك سعود بأبها من 21/9/1401هـ.

## ندوات ومؤتمرات
- المشاركة في جلسة (دور الجامعات في تأهيل الشباب لوظائف المستقبل) في قمة شباب العشرين.[14]
- رئيس لجنة الاختيار لجائزة الملك فيصل العالمية فرع العلوم- لعام 1438هـ.
- رئيس جلسة (الطلب والابتكار والسياسات) في منتدى أسبار الدولي 2016/7/12م.
- رئيس جلسة (الجامعات الناشئة ومساهمتها في الاقتصاد المبني على المعرفة) بمنتدى الشيخ عبد الله بن حسن الماضي 1438هـ.
- عضو وفد مجلس الشورى المشارك في زيارة الكونغرس الأمريكي.[15]
- المشاركة بورقة عمل في جلسات العمل لـقمة الابتكار العالمي، بمدينة الملك عبد الله الاقتصادية 2 نوفمبر 2015.
- عضو وفد اللجنة المالية بمجلس الشورى المشارك في زيارة مجلس الشورى البحريني.
- المؤتمر التربوي الخامس والعشرين – دولة الكويت – 27/11-2/12/1417هـ.
- اجتماع عمداء كليات التربية بجامعات دول مجلس التعاون الخليجي – جامعة السلطان قابوس – مسقط – 11-12/ شعبان /1417هـ.
- اللقاء الثالث لممثلي الجامعات وقطاع التعليم ورؤساء الغرف التجارية والصناعية بدول الخليج العربية خلال الفترة من 20-22/1/1419هـ – جامعة الملك فهد للبترول والمعادن – الظهران.
- مؤتمر الجمعية الكيميائية الأمريكية الـ 218 المنعقد بمدينة نيواورلينزر بالولايات المتحدة الأمريكية في الفترة من 22-26/ أغسطس/1999م.
- مؤتمر الجمعية الكيميائية الأمريكية الـ 220 المنعقد في مدينة واشنطن دي سي خلال الفترة من 20-25 أغسطس 2000م.
- المؤتمر العالمي للكيمياء لعام 2001م بمدينة بريسبان بإستراليا خلال الفترة مــــن 10-15/4/1422هـ.
- اجتماع الخبراء الذي تنظمه المنظمة العربية للتربية والثقافة والعلوم ببيروت خلال الفترة من 27-29/8/1422هـ.
- للقاء الدولي الرابع عشر في التحضيرات العضوية بنيوزيلندا خلال الفترة من 14-18/7/2002 م في مدينة كرست تشرش.
- حضور اجتماع الطاولة المستديرة حول (القيادة والتغيير الإستراتيجي) - معهد الإدارة العامة - الدمام خلال الفترة من 13 - 14 - 2 - 1424هـ.
- المشاركة في حلقة العمل الأولى عن (التقويم والاعتماد الأكاديمي في التعليم العالي) في 12 - 11 - 1424هـ - جامعة الملك فهد - الظهران.
- حضور اجتماع مديري جامعات الدول العربية الأعضاء في مجلس اتحاد الجامعات العربية في دورته (السابعة والثلاثين) - بيروت خلال الفترة من 5 - 7 - إبريل 2004م.
- المشاركة في حلقة العمل الثانية عن (التقويم والاعتماد الأكاديمي في التعليم العالي) في 6 - 3 - 1425هـ بالرياض.
- المشاركة في اجتماع الطاولة المستديرة حول (الإبداع والقيادة المتميزة) - معهد الإدارة العامة - الدمام - خلال الفترة من 8 - 9 - 3 - 1425هـ.
- المؤتمر الدولي السابع لكيمياء الذرات غير المتجانسة بمدينة شنجهاي بالصين خلال الفترة من 4 - 9 - 7 - 1425هـ الموافق 20 - 25 - 8 - 2004م.

## عضوية مجالس ولجان
- عضو مجلس إدارة هيئة تقويم التعليم والتدريب (11 يناير 2021 - حتى الآن).[16]
- عضو اللجنة الوطنية لمكافحة المخدرات (29 أبريل 2020 - حتى الآن).[17]
- عضو مجلس شؤون الجامعات (13 فبرابر 2020 - حتى الآن).[18]
- رئيس مجلس إدارة مدارس مسك من (20 يونيو 2019 - حتى الآن).[2]
- عضو مجلس أمناء جامعة الملك عبد الله للعلوم والتقنية من (20 مارس 2018 - حتى الآن).[19]
- عضو مجلس أمناء جامعة الفيصل من (1 مارس 2015 – حتى الآن).
- عضو مجلس إدارة جمعية الغد (حتى الآن).
- عضو هيئة جائزة الملك سلمان لأبحاث الإعاقة (حتى الآن).
- عضو مجلس إدارة مدارس الملك فيصل (حتى الآن).
- مدير جامعة الفيصل من (1 مارس 2015 – حتى الآن).
- عضو لجنة الصداقة البرلمانية السادسة بمجلس الشورى تشمل برلمانات دول أمريكا الجنوبية من (14/2/2015) حتى (2016/12/2م).
- عضو اللجنة المالية بمجلس الشورى من (14/2/2015) حتى (2016/12/2م).
- عضو مجلس الشورى منذ (14/2/2015) حتى (2016/12/2م).
- نائب رئيس مجلس جامعة جازان - 14/11/1428هـ.
- مدير جامعة جازان - 14/11/1428هـ.
- رئيس اللجنة الاستشارية العلمية لجائزة الأمير محمد بن ناصر للتفوق.
- عضو مجلس جامعة الملك خالد من (21/10/1419هـ إلى 13/11/1428هـ).
- رئيس هيئة مشروع المدينة الجامعية بجامعة الملك خالد من (27/8/1426هـ إلى 13/11/1428هـ).
- رئيس اللجنة الدائمة للشؤون الطلابية بجامعة الملك خالد من (1/6/1423هـ إلى 13/11/1428هـ).
- نائب المشرف العام على مجلة جامعة الملك خالد من (26/5/1423هـ إلى 13/11/1428هـ).
- عضو مجلس جامعة الملك سعود من (5/6/1417هـ إلى 27/10/1419هـ).
- رئيس لجنة فتح المظاريف بجامعة الملك خالد من (14/10/1419هـ إلى 14/10/1420هـ).
- عضو اللجنة الاستشارية العامة بجامعة الملك خالد من (14/10/1419هـ إلى 13/11/1428هـ).
- عضو مجلس العمداء بجامعة الملك سعود من (5/6/1417هـ إلى 5/9/1419هـ).
- رئيس لجنة الامتحانات النهائية بكلية التربية من (27/12/1417هـ إلى 1420هـ).
- عضو مجلس إدارة جمعية الأمير فهد بن سلمان الخيرية لرعاية مرضى الفشل الكلوي.
- رئيس المجلس العلمي بجامعة الملك خالد من (1/6/1423هـ إلى 13/11/1428هـ).
- ممثل لكلية التربية بأبها في لجنة مراجعة مناهج برنامج العلوم الصحية الخاص بطلاب كلية الطب بأبها من (1416 هـ إلى 1419هـ).
- رئيس لجنة الإسكان بفرع جامعة الملك سعود بأبها - 1419هـ
- رئيس لجنة مقابلة المعيدين والمحاضرين ومساعدي الباحثين بكلية التربية سابقاً ثم كلية العلوم من (1416هـ إلى 1/6/1423هـ)
- رئيس مجلس إدارة مركز البحوث بكلية التربية / فرع جامعة الملك سعود بأبها (5/6/1417 هـ إلى 1419هـ).
- رئيس اللجنـة الدائمة للخطط والمناهج العلمية والنظام الدراسي بجامعة الملك خالد من (1/6/1423هـ إلى 13/11/1428هـ).
- رئيس اللجنة الدائمة للابتعاث والتدريب وشؤون المحاضرين والمعيديـن بجامعة الملك خالد من (1/6/1423 إلى 13/11/1428هـ).
- رئيس لجنة إجراء المقابلات الشخصية مع المرشحين للعمل بجامعة الملك خالد من أعضاء هيئة التدريس ومن في حكمهم من مصر - 1421هـ
- رئيس لجنة إجراء المقابلات الشخصية مع المرشحين للعمل بجامعة الملك خالد من أعضاء هيئة التدريس ومن في حكمهم من سوريا والأردن عامي (1422، 1423هـ).
- رئيس لجنة إنشاء كلية علوم الحاسب الآلي بجامعة الملك خالد.
- رئيس لجنة إنشاء كلية الهندسة بجامعة الملك خالد
- عضو مجلس إدارة صندوق الطلاب بفرع جامعة الملك سعود بأبها من (1415هـ إلى 1418هـ).
- عضو مجلس التعليم العالي.
- الرئيس التنفيذي لمجلس وزارة الصحة.
- رئيس اللجنة الاستشارية الدولية لوزارة الصحة.
- رئيس اللجنة الوطنية الاستشارية لوزارة الصحة.
- رئيس مجلس الخدمات الصحية.
- رئيس مجلس الضمان الصحي التعاوني.
- رئيس اللجنة الوطنية لمكافحة التدخين.
- رئيس مجلس إدارة المدن الطبية والمراكز المتخصصة.
- رئيس اللجنة الوطنية لرعاية المرضى النفسيين وأسرهم.
- عضو مجلس وزراء الصحة الخليجي التنفيذي.
- عضو بمجلس الخدمة المدنية.
- عضو بمجلس إدارة الهيئة العامة للغذاء والدواء.
- عضو مجلس التعليم بمنطقة عسير من 1417هـ حتى 1419هـ.
- رئيس اللجنة الإعلامية لوضع حجر الأساس للمدينة الجامعية الجديدة بفرع جامعة الملك سعود بابها سابقاً.
- عضو اللجنة التأسيسية لكلية الأمير سلطان لعلوم السياحة والفندقة بأبها.
- عضو اللجنة التحضيرية للندوة الكبرى التي نظمتها جامعة الملك سعود للاحتفال بمرور مائة عام على تأسيس المملكة العربية السعودية.
- عضو لجنة عمداء كليات العلوم بدول مجلس التعاون الخليجي.
- عضو الهيئة الاستشارية للمجلة السعودية للتعليم العالي.
- عضو مجلس عمداء كليات العلوم بدول مجلس التعاون الخليجي.
- عضو اللجنة الاستشارية للموسوعة الشاملة لمناطق المملكة العربية السعودية.
- عضو اللجنة السعودية الأوكرانية المشتركة – ممثل وزارة التعليم العالي.
- عضو اللجنة الرئيسية المكلفة بتوثيق التجربة التنموية لمنطقة عسير.

## أعماله في وزارة الصحة
- مشروع الملف الصحي الإلكتروني المشترك. [20]
- تدشين مشاريع صحية بمنطقة الرياض بقيمة 320 مليون ريال [21].
- إيقاف 38 عقد من أصل 148 لشبهة فساد بقيمة 663 مليون ريال [22].
- توظيف أكثر من 5200 خريج دبلومات صحية [23].
- إغلاق أكثر من 30 منشأة صحية خاصة مخالفة.
- قرار قبول الحالات الطارئة دون أستثناء بأي مستشفى حكومي أو خاص، وفرض عقوبات على من يخالف ذلك [24].
- القيام بجولات تفقدية مفاجأة لعدد من المرافق الطبية في مدينة الرياض شملت كل من مستشفى النقاهة ومستشفى الايمان ومستشفى الأمير محمد بن عبد العزيز.[25]
- أفتتاح مستشفى المزاحمية والأرطاوية و42 مركزاً صحياً في جميع مدن ومحافظات منطقة الرياض.[26]
- البدء بخطط عاجلة لخفض قوائم الانتظار في جميع المستشفيات والمدن الطبية.[27]
- زيادة سعة الطاقة السريرية في الكثير من المستشفيات لسد أي عجز في الطاقة الاستيعابية.[28]
- محاسبة مرتكبي الأخطاء الطبية بـ”المحاسبة الشديدة” إذا ثبت التقصير والإهمال. [29]
- زيارة تفقدية لمستشفى الملك خالد، ومركز الأمير سلطان لأمراض القلب، ومستشفى الصحة النفسية، ومستشفى النساء والولادة بالخرج.[30]
- اعتمد تخصيص مبلغ 60 مليون ريال إضافي لتسريع افتتاح مستشفى النساء والولادة والأطفال الجديد بعرعر. [31]

## الجوائز والميداليات
- بعثة للدراسات العليا إلى الولايات المتحدة الأمريكية، جامعة الملك سعود.
- جائزة الأمير محمد بن ناصر للتفوق والإبداع.[32]

## المؤلفات والبحوث
- The use of Chiral Solvating agent for the determination of Optical Purity of Chiral Amines by NMR Spectroscopy, J. Org. Chem. 1988, 53, 5335.
- Asymmetric Synthesis of Saliva Miltiorrhiza Abietanoid o-Quinones: Tanshinone llb, Tanshindiol B, and 3-Hydroxy-tanshinone; J. Org. Chem. 1990, 55, 5008.
- The preparation and Spectral properties of 3.3.3.-Cr-Iamine tripropyl; Polyhedron, Fall, 1992.
- Mohammed A. Haiza, Amitav Sanyal, and John K.. :Snyder.
- Nitromandelic Acid: A Chiral Solvating Agent for the-0 NMR Determination of Chiral Diamine Enantiometric Purity, Chirality 9:556-562(1997).
- S.A. El-Assiery and M.A. Al-Haiza: Synthesis of Some New Pyrimidine and Fused Pyrimidine Derivatives, Journal of the College of Science of King Saud University, Second issue of volume 10, (1998).
- Mohammed A. Al-Haiza: One Dimensional NMR Spectroscopy. College of Education, Abha. (Accepted for publication at the Research Centre).
- Saied A. El-Assiery and Mohammed A. Al-Haiza;: Synthesis and Reactions of 3-Arylidene-5-aryl 2(3H) Furanones. Egyptian Journal of Chemistry. *Mohammed A. Haiza: Synthesis of Some New 3,5-Bisaryl 1-2-Pyrazoline Derivatives of Expected Antimicrobial Activities. Al-Azhar Bull. Sci. Vol. 8, No. 2, pp. 445–454, (1997).
- Mohammed A. Al Haiza, M.S. Mostafa and M.Y. El-Kady: Synthesis and Biological Evaluation of Some New Coumarin Derivatives, Molecule.
- ohammed A. Al Haiza, Reactions with 6-Phenyl-2-thiourical Preparation of substituted and fused pyrimidne derivatives, J. Saudi Chem. Soc.,; Vol. 6, No. 1; pp. 71–82 (2002).
- Mohammed A. Al Haiza, Synthesis of Some New Compounds Containing The 2-phenyl-1H-Indolyl Moiety, JKSU. (Accepted).
- Mohammed A. Al Haiza , Synthesis of the new dispiro[Thiazolidine-2,2`-[1,3]diazetidine-4`,2``-5,5``-diacetic acid,a,a`-bis[2-(3,4-dichorophenyl)]-2-oxoethyl]-4,4``dioxo, Revue Roumaine de Chimie, 2000, 45 (11), 1019-102.
- Mohameed A. Al Haiza , Synthesis and Spectroscopic Studies of some Triazolopyrimidines and Pyrimidotriazines, JKKU. (Accepted).
- Mohammed A. Al Haiza , Saied Abdullah El-Assiery, Galal Hosni Sayed, Synthesis and potential antimicrobial activity of some new compounds containing the pyrazol-3-one moiety, Acta Pharm. 51 (2001) 251-261.
- Mohammed A. Al Haiza , S. A. El-Assiery, M. S. Mostafa and A. M. El-Reedy, Aconvenient Synthesis of Thiazolo[3,2-a]-andTriazolo[4,3-a]-Pyrimidines and Pyrimido[2,1-c] Trazine Derivatives, JKAU: Sci. Vol 12, pp53-68 (1420 A.H./ 2000 A.D.).
- Mohamed M. Youssef and Mohammed A. Al Haiza , Synthesis of Some Pyrido[2`,3`:3,4]Pyrazolo[1,5-a]Pyrimidine, [1,5-a]-1,3,5-triazine and [5,1-c]-1,2,4-triazine Derivatives,Egypt. J. Chem. 43, No. 2, pp. 165–175 (2000).
- Seham Y. Hassan, Hassan M. Faidallah, Abdel Moneim El-Massry, Mohammed A. Al Haiza , and Mohamed M. El-Sadek, Synthesis and reactions of 2-Methyl-3-Substituted Pyrole or (furan)-5-Thiosemicarbazone derivatives, J. Saudi Chem. Soc.; Vol. 3 No 2, pp. 171–176 (1999).
- Mohammed A. Al Haiza , S. A. El-Assiery and M. El-Kady, Reactions of 3(p-Phenyl)-Benzoyl Propionic Acid with aromatic Aldehydes and some nitrogen Nucleophiles, Egypt J. chem.. 42, No. 1, pp. 83–90 (199).
- Mohammed A. Al Haiza , M.S.Mostafa and M.Y.El.Kady, Preparation of Some New Coumarin Derivatives with Biological Activity, JKFU (Accepted).
- Mohammed .A. Al-Haiza, S.A. El-Assiery, G.H. Sayed and A.Fouda, Synthesis of Some New Quinoline, Indazole, Benzisoxazole, Quinazoline and Chromene Derivatives. Al-Azhar Bull. Sci. Vol. 13, No. 1 (June):pp. 75–85, 2002.
- 21 M.A.Al-Haiza, M.S. Mostafa and M.Y. El-Kady: Synthesis and Biological Evaluation of Some New Coumarin Derivatives. Molecules 2003, 8, 275-286.